# Buftea
Buftea er en by i det sydlige Rumænien med 20.577(2021) indbyggere. Buftea er hovedsæde i distriktet Ilfov.